# Alyssum nebrodense
Alyssum nebrodense là một loài thực vật có hoa trong họ Cải. Loài này được Tineo mô tả khoa học đầu tiên năm 1817.